# Grammaire yiddish
 (mars 2021).
Si vous disposez d'ouvrages ou d'articles de référence ou si vous connaissez des sites web de qualité traitant du thème abordé ici, merci de compléter l'article en donnant les références utiles à sa vérifiabilité et en les liant à la section « Notes et références ».
La morphologie et la syntaxe du yiddish présente de nombreuses similarités avec l'allemand, ainsi que d'importants éléments provenant des langues slaves, de l'hébreu et de l'araméen.

## Nom

### Genre
Les noms yiddish sont divisés en trois groupes : masculin, féminin et neutre.

### Cas
Il y a trois cas grammaticaux en Yiddish : le nominatif, l'accusatif et le datif.